# Шамхалов, Идрис Разакович
Идри́с Раза́кович Шамха́лов (лезг. Шамхалрин Идрис Разакьан хва; 1877—1944) — первый дагестанский драматург, актёр и режиссёр. Основатель первого театра в Дагестане. По национальности лезгин.

## Биография
Идрис Шамхалов родился в городе Баку, в пос. Сураханы 27 сентября 1877 года в семье бакинского рабочего выходцев из сел. Ахты Самурского округа Дагестанской области (ныне Ахтынского района Республики Дагестан). Подрабатывал на нефтепромыслах в Баку, где и познакомился с театральным искусством. В 1906 году произошло самое знаменательное событие в жизни драматурга — им был основан театр. Трое сыновей Идриса Шамхалова воевали на фронтах Великой Отечественной войны. Умер в 1944 году от разрыва сердца, вызванного кончиной двух сыновей на войне.

### Интересные факты из жизни
Известен эпизод из жизни Идриса Шамхалова, когда, согласно старинному обычаю, в его родное селение прибыл борец из другого села и потребовал, чтобы ахтынское общество выставило со своей стороны борца, который сразился бы с ним. Быть добровольцем вызвался Идрис Шамхалов, шедший после сельскохозяйственных работ домой с инвентарём. В поединке он одолел своего противника и сохранил своё селение от уплаты дани победившей стороне. В своё время Идрис Шамхалов организовал и выполнил строительство канала, орошающего садовые участки левобережной части селения Ахты и поныне. Также он прослыл как один из самых ловких мастеров разделки крупного и мелкого рогатого скота. По свидетельствам современников, Идрис Шамхалов выполнял данную работу в четыре раза быстрее остальных мужчин.

## Творчество
Первым творением Идриса Шамхалова была созданная в 1906 году, первая постановка основанного им театра, пьеса «Буржали». Основана она была на народных преданиях. Участники драматического кружка и сам Идрис Шамхалов настаивали на том, что первая пьеса театра должна быть национальной, а не заимствованной. Для постановки пьесы был подготовлен одноимённый спектакль. В 1908 году ахтынский драматический кружок осуществил постановку спектакля «Старая Турция», в котором приветствовалось свержение «кровавого султана» Османской империи Абдул-Хамида II и содержался призыв к укреплению дружбы и уважения между людьми разных национальностей и вероисповедания. Однако, Самурское окружное начальство восприняло пьесу о Турции как намёк на Россию. Комендант крепости запретил постановку, а сам Идрис Шамхалов был арестован. В 1913 году театральным кружком был подготовлен спектакль «Цветы Дагестана». В 1914 году Идрис Шамхалов приступил к репетициям спектакля «Молодость». В 1915—1916 годах были осуществлены музыкальные постановки азербайджанских композиторов: «Аршин мал алан» и «Лейли и Меджнун» Узеира Гаджибекова, «Ашик Гариб» З. Гаджибекова, «Иблис» Гусейна Джавида и другие. В конце 1920-х годов была составлена пьеса «Периханум».

## Память
- Именем драматурга назван театр в родном селении — Ахтынский народный театр имени Идриса Шамхалова.[12]
- На фасаде родового дома Идриса Шамхалова, в котором он жил, установлена памятная гранитная плита.[13]